# Jožin z bažin
Jožin z bažin (Jožin della palude) è un brano musicale del gruppo ceco Banjo Band. È una delle canzoni più celebri del cantautore Ivan Mládek, e oltre al successo riscosso in Boemia, Moravia e Slovacchia è diventata molto popolare anche in altri paesi, particolarmente in Polonia nel biennio 2007-2008 grazie al portale web YouTube. La canzone fu pubblicata per la prima volta nel 1977, nell'album Nashledanou! (“Arrivederci!”).

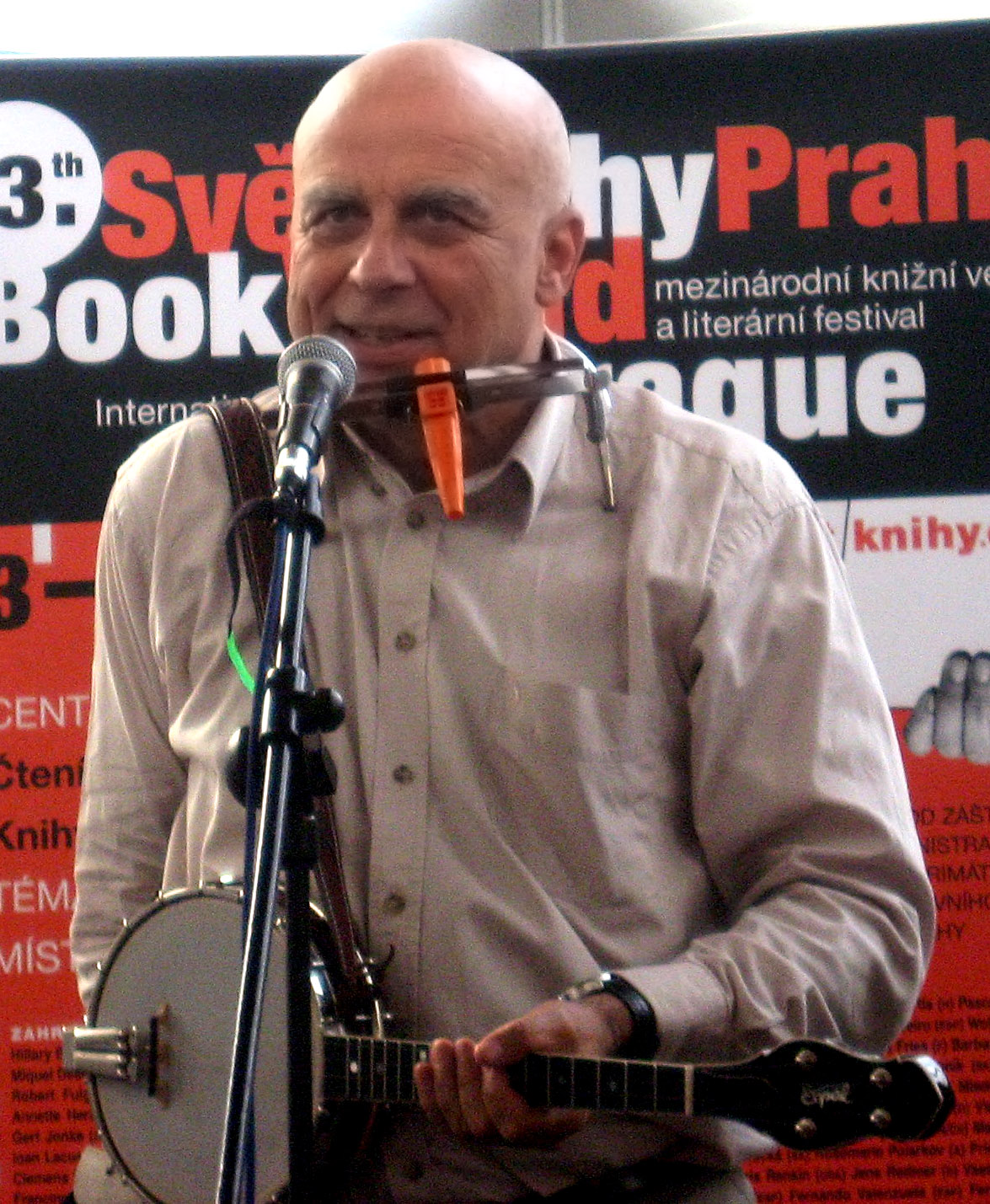
Ivan Mládek

## Argomento
Il brano è una parodia delle leggende medievali nelle quali l'eroico cavaliere libera un regno lontano da un terribile mostro, e in premio ottiene la mano della principessa e metà del regno stesso. In questo caso la canzone narra dell'orco Jožin, che abita nelle paludi presso la città di Vizovice e “si nutre soprattutto di praghesi”. Dietro a un bicchiere di slivovitz, il presidente della locale cooperativa agricola (JZD) proclama che chi caccerà il mostro otterrà in premio sua figlia e metà dello stesso JZD. L'eroe della canzone, allora, sfrutta come arma un aereo spargidiserbante, cattura Jožin e lo vende ad uno zoo.

## Diffusione
Nel 2008 in Polonia la canzone e il video si sono diffusi attraverso YouTube diventando un fenomeno di Internet. Sempre in Polonia, il brano è approdato in televisione e alla radio, eseguito in varie versioni. Dalla Polonia, il fenomeno si è disseminato in Russia, dove ha avuto origine anche una versione con testo russo riferita a Putin.